# 경기도체육회
경기도체육회(京畿道體育會, Gyeonggi-do Sports Council)은 경기도의 학교체육 및 생활 체육의 진흥, 시민 건강과 체력 증진, 여가 선용 및 복지 향상 등을 위하여 대한체육회 산하에 설치된 기관이다.
체육회장은 대의원확대기구에서 선출한다.

## 연혁
- 1950년 6월 10일: 경기도체육회 설립
- 1981년 7월 1일: 인천직할시체육회 분리
- 2015년 12월 29일: 경기도생활체육회와 통합
- 2020년 1월 15일: 민선 경기도체육회 출범
- 2021년 6월 9일: 특수목적법인 설립

## 조직
회장(선출회장)
1처 1본부 2실 1단 3부
- 사무처
  - 경영지원부(경영지원팀, 재무회계팀)
  - 공정감사실
  - 부속실
  - 스포츠관리단(직장운동부지원팀, 위탁시설팀, 경기스포츠과학센터)
  - 사업본부
    - 스포츠지원부(지역지원팀, 종목육성팀)
    - 스포츠기회복지부(체육복지팀, 스포츠클럽팀)
    - 스포츠육성부(대회지원팀, 선수육성팀)

### 회원종목단체
| 번호 | 단체명                 | 회원등급 | 번호 | 단체명             | 회원등급 |
| ---- | ---------------------- | -------- | ---- | ------------------ | -------- |
| 1    | 경기도검도회           | 정회원   | 36   | 경기도축구협회     | 정회원   |
| 2    | 경기도게이트볼협회     | 정회원   | 37   | 경기도카누연맹     | 정회원   |
| 3    | 경기도골프협회         | 정회원   | 38   | 경기도컬링경기연맹 | 정회원   |
| 4    | 경기도그라운드골프협회 | 정회원   | 39   | 경기도탁구협회     | 정회원   |
| 5    | 경기도근대5종연맹      | 정회원   | 40   | 경기도태권도협회   | 정회원   |
| 6    | 경기도농구협회         | 정회원   | 41   | 경기도테니스협회   | 정회원   |
| 7    | 경기도롤러스포츠연맹   | 정회원   | 42   | 경기도펜싱협회     | 정회원   |

### 지부
- 고양시체육회
- 과천시체육회
- 광명시체육회
- 광주시체육회
- 구리시체육회
- 군포시체육회
- 김포시체육회
- 남양주시체육회
- 동두천시체육회
- 부천시체육회
- 성남시체육회
- 수원시체육회
- 시흥시체육회
- 안산시체육회
- 안성시체육회
- 안양시체육회
- 양주시체육회
- 여주시체육회
- 오산시체육회
- 용인시체육회
- 의왕시체육회
- 의정부시체육회
- 이천시체육회
- 파주시체육회
- 평택시체육회
- 포천시체육회
- 하남시체육회
- 화성시체육회
- 가평군체육회
- 양평군체육회
- 연천군체육회

## 주요 기능
- 경기도내 시군체육회 및 도종목단체 지원
- 도내 각종 체육대회의 개최 및 국제교류
- 지역선수․지도자 및 시군직장운동경기부 육성
- 경기지역 우수선수(유망주) 발굴 및 육성지원
- 범도민 생활체육운동 전개 및 생애주기별 생활체육 프로그램 보급
- 지역스포츠클럽 및 체육동호인조직의 활동지원
- 지역의 학교체육, 전문체육, 생활체육의 연계를 위한 사업